# Синдром Вольфа — Хиршхорна

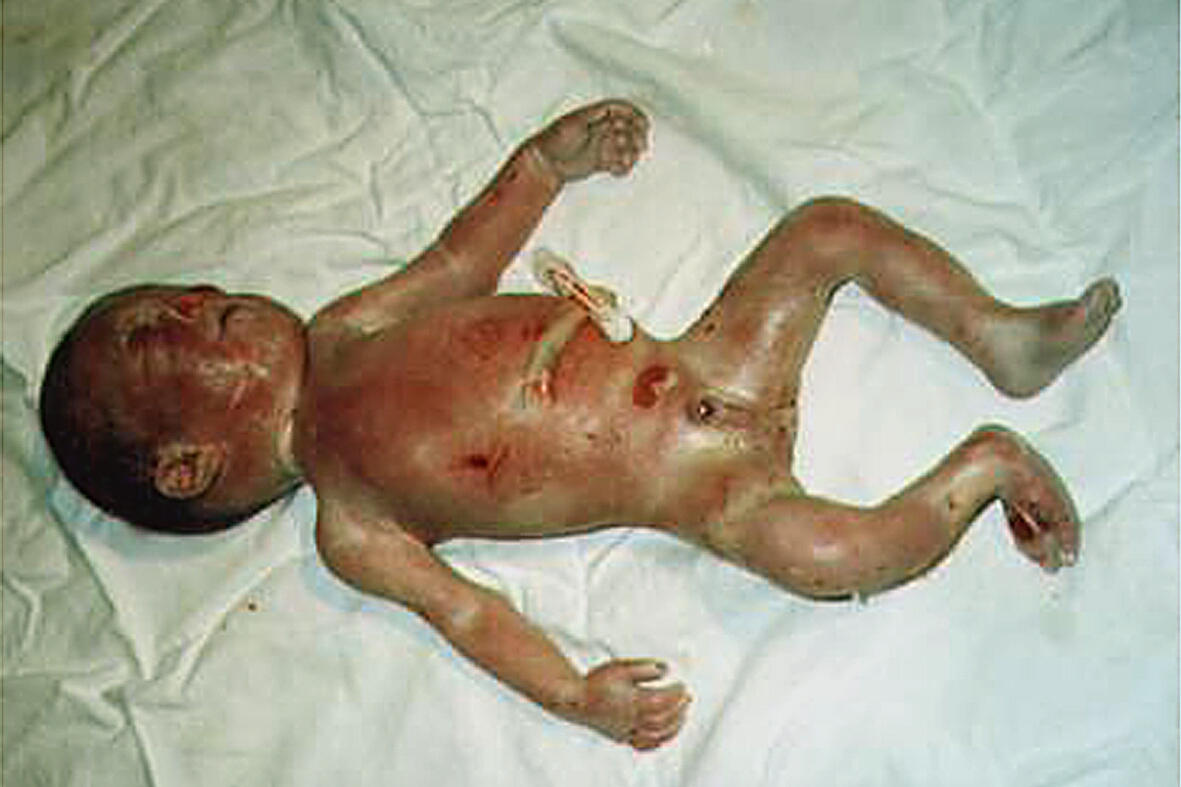
Фотография новорождённого с синдромом Вольфа — Хиршхорна. Обратите внимание на гипоспадии и пяточно-вальгусную деформацию стопы.

Синдром Вольфа — Хиршхорна — редкое генетическое заболевание, возникающее в результате делеции короткого плеча 4-й хромосомы. Впервые описан в 1965 году.

## Эпидемиология
Частота встречаемости — 1: 50 000 рождений. У девочек встречается чаще, чем у мальчиков в соотношении 2:1. Средняя продолжительность жизни примерно до 30 лет (в России зафиксирована максимальная продолжительность жизни 25 лет), при тяжёлых пороках сердца, почек, продолжительность жизни может составлять не более одного года.

## Патофизиология
У 80 % страдающих им новорождённых цитологическую основу данного синдрома составляет делеция короткого плеча 4-й хромосомы. Размеры делеции колеблются от небольших терминальных до занимающих около половины дистальной части короткого плеча. Отмечается, что большинство делеций возникает «de novo» — 90 %, около 10 % происходит в результате транслокаций у родителей (1:2 — мужчина: женщина). Реже в геноме больных, помимо транслокации, имеются и кольцевые хромосомы. Наряду с делецией хромосом, патология у новорождённых может быть обусловлена инверсиями, дупликациями, изохромосомами.

## Диагностика
Болезнь характеризуется задержкой физического, умственного и психомоторного развития. Также могут проявляться тяжелейшие пороки сердца, мочеполовой системы, потеря слуха и структурные изменения головного мозга. У новорождённых небольшой вес при нормальной продолжительности беременности (до 2 кг).
Характерными особенностями внешности при синдроме Вольфа — Хиршхорна являются: черепно-лицевой дисморфизм – «шлем греческого воина» (выступающее надпереносье, продолжающее линию лба), микроцефалия, высокий лоб, орбитальный гипертелоризм с большими и выпуклыми глазами, эпикантальные складки, короткий губной желобок, опущенные углы рта, микрогнатия и аномалии развития ушных раковин (они обычно оттопырены и крупны, главным образом, за счёт увеличения ладьевидной и треугольной ямок, противокозелок гипоплазирован, мочка не выражена). Часты расщелины верхней губы и нёба, деформации стоп и кистей. Стопы в ряде случаев резко деформированы. Описаны косолапость, плосковальгусная стопа, приведённая стопа и другие деформации. Часто наблюдаются гемангиомы кожи, обычно плоские, небольших размеров, локализованные в области лица. 
У всех пациентов с данным синдромом отмечается задержка внутриутробного развития, задержка моторного развития с выраженными трудностями кормления, врожденная мышечная гипотония, задержка психического и речевого развития, умственная отсталость.

## Эпилепсия
У большинства пациентов (от 50 до 100% по данным разных авторов), возникает эпилептический синдром.  Как правило, эпилептические приступы впервые возникают в течение первых двух лет, наиболее часто в возрасте 9-10 месяцев. Чаще всего у пациентов с синдромом Вольфа — Хиршхорна возникают фокальные моторные клонические, билатеральные или генерализованные тонико-клонические приступы и атипичные абсансы. Возможны и эпилептические спазмы, фокальные тонические и миоклонические приступы. У одного пациента, как правило, наблюдается несколько типов приступов. Для эпилептических приступов при данном синдроме характерным провоцирующим фактором является лихорадка и высокая температура.     
У 90% пациентов наблюдаются характерные изменения на ЭЭГ. На МР-томограммах изменения обычно не специфичны и включают в себя: диффузное снижение вертикального размера мозолистого тела с аномалиями его развития, расширение внутренних ликворных пространств с «плоскими» латеральными поверхностями передних рогов боковых желудочков, снижение объёма белого вещества обеих гемисфер, наличие очагов либо кист в белом веществе головного мозга.

## Лечение эпилепсии
По данным разных исследований, оказывалось эффективно лечение эпилептических приступов у детей с синдромом Вольфа — Хиршхорна различными противоэпилептическими препаратами: монотерапия вальпроатами, комбинация вальпроатов с этосуксимидом и бензодиазепинами, ламотриджин, топирамат, клобазам, леветирацетам. Однако, применение топирамата зачастую приводило к возникновению побочных эффектов, в связи с чем приходилось переводить пациентов на другие препараты.   
У части пациентов наблюдается митохондриальная дисфункция, при которой противопоказаны вальпроаты.  